# Eurycheilostoma
Eurycheilostoma es un género de foraminífero bentónico de la familia Conorbinidae, de la superfamilia Discorboidea, del suborden Rotaliina y del orden Rotaliida. Su especie tipo es Eurycheilostoma altispira. Su rango cronoestratigráfico abarca el Albiense (Cretácico inferior).

## Clasificación
Eurycheilostoma incluye a las siguientes especies:
- Eurycheilostoma altispira †
- Eurycheilostoma grandstandensis †
- Eurycheilostoma moorei †
- Eurycheilostoma robinsonae †

Otra especie considerada en Eurycheilostoma es:
- Eurycheilostoma globospira †, de posición genérica incierta